# Le Danger (album)
Pour les articles homonymes, voir Danger (homonymie).
Albums de Françoise Hardy
Décalages
(1988) Clair-obscur
(2000)
Le Danger, est le vingt-deuxième album, édité en France et à l'étranger, de la chanteuse Françoise Hardy. L’édition originale est parue en France, le 22 avril 1996.

## Contexte
Huit ans après l’album Décalages, que Françoise Hardy avait déclaré comme étant son adieu discographique, la chanteuse, encouragée par le chanteur Étienne Daho et motivée par la proposition d’un directeur de maison de disque, signe un contrat avec le label Virgin. « L'idée d'un retour ne m'effleurait même pas l'esprit. Mais quand on m'a proposé de faire un disque en me dégageant de ce qui m'insupporte dans l'incontournable promotion, j'ai pensé que je ne pouvais refuser ce qu'on m'amenait sur un plateau […]. Je pensais qu'accepter cette proposition me permettrait de faire travailler des artistes qui me tiennent à cœur, le plaisir de travailler avec eux étant d'ailleurs l'une de mes motivations la plus importantes. »
Sollicitant ses amis musiciens, Alain Lubrano (jeune compositeur connu en studio au moment de l’enregistrement de l’album Décalages et pour qui elle s’était investie, trois ans plus tôt, en lui écrivant la majeure partie des chansons de son premier album.), Jean-Noël Chaléat (son meilleur ami, avec qui elle avait signé une dizaine de chansons à la fin des années 1980) et Rodolphe Burger, le leader du groupe Kat Onoma, elle consacre l’année 1995 à poser des paroles sur leurs mélodies. « En choisissent Alain Lubrano et Rodolphe Burger comme compositeurs et producteurs, je ne choisissais pas seulement leur talent et ce que j'entrevoyais comme complémentarités possibles entre leur musique et mes mots — mes maux —, mais aussi une direction musicale et sonore précise, un peu plus « rock » que celle de mes albums précédents. »
En studio d’enregistrement, huit titres sont réalisés par Alain Lubrano, trois par Rodolphe Burger, un par Lubrano, Burger et Jean-Noël Chaléat. Le titre de la septième chanson est choisi pour être celui de ce nouvel opus. « Tous les titres de l'album tournent, plus ou moins, autour du danger que font courir : la peur, le silence, la fermeture, l'ambiguïté, le manque de discernement, l'inertie, la manipulation ainsi que l'orgueil qui instaure des rapports de force là où il ne devrait pas y en avoir. »
Pour son inspiration, les remerciements de la chanteuse — mentionnés dans le livret — vont entre autres, à Luis Buñuel et Claude Sautet (L'Obscur objet), Marguerite Duras (Dix heures en été).

## Promotion de l'album
En juin 96, un premier clip illustrant la chanson Modes d’emploi ? est diffusé à la télévision.
En novembre, un deuxième clip, réalisé par Rocky Schenck, est tourné en couleurs à Séville pour promouvoir une seconde version de la chanson intitulée Un peu d’eau.
Un troisième clip est tourné en noir et blanc pour la promotion de Regarde toi, la dernière chanson de l’album.  
Le samedi 11 janvier 1997, Françoise Hardy, modes d’emploi, un reportage de 90 minutes, réalisé par Mathias Ledoux, proposé par Brenda Jackson et Gilles Verlant, est diffusé sur Canal+ avec des interviews de la chanteuse par Michel Field et Gilles Verlant).

## Édition originale de l'album
France, 22 avril 1996 : Disque compact (digipack), Le Danger, Virgin (7243 8 416622 9).

### Crédits
- Livret : 12 pages.
  - Photographies réalisées par Dominique Issermann.
- Enregistrements et mixages :
  - Djoum,
  - Steven Prestage,
  - Mark Wallis.
- Musiciens :
  - Batterie : Doudou Weiss, Pascal Benoît et David Ruffy.
  - Claviers : Jean-Noël Chaléat et Volker Janssen.
  - EBow : Rodolphe Burger.
  - Guitare acoustique : Alain Lubrano, Rodolphe Burger et François Bodin.
  - Guitare basse : Rodolphe Burger, Pascal Mulot et Vincent Pierens.
  - Guitare électrique : François Bodin, Alain Lubrano, Rodolphe Burger et Sylvain Luc.
  - Slide : François Bodin et Alain Lubrano.
  - Orgue Hammond : Bertrand Bonello.
  - Piano : Bertrand Bonello.
  - Piano électrique Wurlitzer : Bertrand Bonello.
  - Piano Fender : Jean-Noël Chaléat.

### Liste des chansons
| No  | Titre                      | Paroles                        | Musique           | Réalisation                                         | Durée |
| --- | -------------------------- | ------------------------------ | ----------------- | --------------------------------------------------- | ----- |
| 1.  | Mode d'emploi ?            | Françoise Hardy                | Alain Lubrano     | Alain Lubrano                                       | 3:49  |
| 2.  | Les Madeleines             | Françoise Hardy, Alain Lubrano | Alain Lubrano     | Alain Lubrano                                       | 3:58  |
| 3.  | La Beauté du diable        | Françoise Hardy                | Rodolphe Burger   | Rodolphe Burger                                     | 3:52  |
| 4.  | L'Obscur objet             | Françoise Hardy                | Alain Lubrano     | Alain Lubrano                                       | 3:51  |
| 5.  | Un peu d'eau (1re version) | Françoise Hardy                | Jean-Noël Chaléat | Rodolphe Burger – Jean-Noël Chaléat – Alain Lubrano | 4:36  |
| 6.  | Zéro partout               | Françoise Hardy                | Alain Lubrano     | Alain Lubrano                                       | 4:10  |
| 7.  | Le Danger                  | Françoise Hardy, Alain Lubrano | Alain Lubrano     | Alain Lubrano                                       | 3:52  |
| 8.  | Dix heures en été          | Françoise Hardy                | Rodolphe Burger   | Rodolphe Burger                                     | 4:04  |
| 9.  | Tout va bien               | Françoise Hardy                | Alain Lubrano     | Alain Lubrano                                       | 4:02  |
| 10. | Contre-jour                | Françoise Hardy                | Rodolphe Burger   | Rodolphe Burger                                     | 3:40  |
| 11. | Ici ou là ?                | Françoise Hardy                | Alain Lubrano     | Alain Lubrano                                       | 4:10  |
| 12. | À sa merci                 | Françoise Hardy                | Alain Lubrano     | Alain Lubrano                                       | 3:48  |
| 13. | Regarde-toi                | Françoise Hardy                | Jean-Noël Chaléat | Alain Lubrano                                       | 1:56  |

## Discographie liée à l’album
Abréviations désignant les différents types de supports d'enregistrements
K7 (Compact Cassette) = Album sur cassette
LP (Long Playing) = Album sur disque 33 tours (vinyle)
CD (Compact Disc) = Album sur disque compact
CDS (Compact Disc Single) = Disque compact, 1 à 6 titres

### Premières éditions françaises

#### Album sur cassette et disque 33 tours (vinyle)
- Avril 1996 : K7, Le Danger, Virgin (7243 8 416614 4).
- 2 décembre 2016 : Double LP, édition du 20e anniversaire (180 gr., pochette ouvrante), Le Danger, Éd. Kundalini/Parlophone/Warner Music France (190295 989590).

#### Disques promotionnels
Destinés à la promotion de l’album, ces disques sont exclusivement distribués dans les médias (presses, radios, télévisions…), et portent la mention « Échantillon promotionnel. Interdit à la vente ».

#### Autres disques
- Avril 1996 : CDS (pochette cartonnée), Mode d’emploi ?, Virgin (7243 8 935322 8).

1. Mode d'emploi ? (F. Hardy / Alain Lubrano).
2. Contre-jour (F. Hardy / Rodolphe Burger).

- Juin 1997 : CDS (digipack), Les Madeleines • Un peu d'eau, Virgin.
  - Décliné  en quatre couleurs :
  - Violet (7243 8 945292 1),
  - Rose (7243 8 945322 5),
  - Jaune (7243 8 945312 6),
  - Vert (17243 8 945302 7).

  1. Les Madeleines (F. Hardy et Alain Lubrano / Alain Lubrano).
  2. Un peu d'eau (F. Hardy / Jean-Noël Chaléat), (2e version).

### Rééditions françaises

#### Album sur disque compact
- Décembre 1996 : CD (jewelcase), Le Danger, Virgin (7243 8 416612 0).
  - Avec CDS en bonus (pochette cartonnée), Le Danger, Virgin, « Plus 2 Musique » (sa 3845).

1. Un peu d'eau (F. Hardy / Jean-Noël Chaléat), (2e version).

- Printemps 1997 : CD (jewelcase sous étui cartonné), Le Danger, Virgin (7243 8 443142 6).
- Été 2000 : CD (digipack), Le Danger, coll. « CD digipack luxe », Virgin (7243 8 416612 9).
- 2016 : CD (jewel case), Le Danger, Parlophone/Warner Music France (7 24384 16612 0).

### Premières éditions étrangères

#### Album sur disque compact
- Belgique, 1997 : CD, Le Danger, Virgin (7243 8 416612 0).
- Japon, 1997 : CD, Le Danger, Virgin/Toshiba/EMI (VJCP 25258), bonus : To The End (La Comédie), F. Hardy en duo avec le groupe anglais, Blur[6].
- Pays-Bas, 1997 : CD, Le Danger, Virgin (7243 8 416612 0).
- Québec, 1997 : CD, Le Danger, Virgin (7243 8 416612 0).
- Suisse, 1997 : CD, Le Danger, Virgin (7243 8 416612 0).

#### Album sur disque 33 tours
- Europe, 16 décembre 2016 : Double LP (180 gr.), Le Danger, Éditions Kundalini/Parlophone/Warner Music France (190295 989590).

## Reprise de chanson
Regarde-toi,  Espagne, mars 2008 : Rubi (es), CD (digipack), De la mano de Françoise Hardy, Factoría Autor (84213310145428).